# 沙迪格羅夫鎮區 (阿肯色州瑟西縣)
沙迪格羅夫鎮區（英語：Shady Grove Township）是位於美國阿肯色州瑟西縣的一個行政鎮區。

## 地方資料
根據2010年美國人口普查的數據，沙迪格羅夫鎮區的面積為113.45平方千米，當中陸地面積為110.94平方千米，而水域面積為2.51平方千米。當地共有人口189人，而人口密度為每平方千米1人。